# Lipia (okręg Ardżesz)
Lipia – wieś w Rumunii, w okręgu Ardżesz, w gminie Săpata. W 2011 roku liczyła 209 mieszkańców.